# 3286 Анатолија
3286 Анатолија (3286 Anatoliya) је астероид главног астероидног појаса са средњом удаљеношћу од Сунца која износи 2,636 астрономских јединица (АЈ).
Апсолутна магнитуда астероида је 12,8.